# Pancreatită
Pancreatitele sunt boli caracterizate histologic prin inflamația pancreasului.
În funcție de evoluție, pancreatita poate fi acută sau cronică.

## Mecanismul apariției pancreatitei acute și cronice
În pancreatita acută, îmbolnăvirea pancreasului, indiferent de cauză, face ca enzimele pancreatice să se activeze în interiorul organului, iar o parte să iasă în afara locului unde sunt produse și stocate, și să își producă efectul de digestie a țesuturilor în care s-au revărsat (pancreas sau organele abdominale din jurul pancreasului). Substanțele rezultate din acest proces de digestie se resorb în sânge, și duc la tulburarea funcționării inimii, ficatului sau plămânilor, iar prin iritarea țesutului nervos din abdomen generează dureri foarte mari. 
În pancreatita cronică, distrugerea unor zone de țesut pancreatic (prin cauzele descrise mai jos), scade cantitatea de enzime și uneori și hormoni, digestia nu se mai produce complet, iar substanțele nutritive se pierd prin materiile fecale, ducând la denutriția organismului; lipsa hormonilor pancreatici poate genera diabet zaharat.

## Etiologia pancreatitelor
Deși oricine poate să facă pancreatită, sunt unele situații în care riscul de a face aceasta boala este semnificativ mai mare.
Cauzele principale ale pancreatitei acute sunt:
- Alcoolismul (peste 50% din cazuri)
- Litiaza biliară (pietrele la fiere)
- Obezitatea
- Traumatisme abdominale în zona pancreasului, accidentale sau chirurgicale
- Ulcerul gastric perforat în pancreas
- Unele infecții bacteriene (tuberculoza, infecții pulmonare), parazitoze digestive, mycoplasma pneumoniae, campilobacter sau infecții virale (hepatita, oreion, virusul HIV).
- Medicamente – anticoncepționale, diuretice, metronidazol, azatioprină, cortizon, aspirină (la copil)
- Boli autoimune
- Creșterea trigliceridelor din sânge
- Alte cauze

Fibroza chistică
Sindromul hemolitic uremic
Boala Kawasaki
Hiperparatiroidismul
Hipercalcemie
Sindromul Reye
ERCP
Pancreatita cronică are ca factori de risc următoarele situații:
- Episoade repetate de pancreatită acută
- Alcoolismul (peste 70% din cazuri)
- Trigliceride crescute
- Hiperparatoroidismul
- Unele medicamente – enumerate anterior
- Litiaza biliară
- Litiaza pancreatică
- Obezitatea
- Malformații pancreatice (pancreasum divisum)
- Tulburări autoimune
- Intervenții chirurgicale pe tubul digestiv

## Simptomele pancreatitelor
Simptomele diferă după cum este o pancreatită acută sau cronică
Simptomele pancreatitei acute sunt:
Durere abdominală puternică, debutată brusc la câteva minute după prânz gras și alcool, localizată deasupra ombilicului, putând merge către spate
Greață și vărsături alimentare sau biliare
Paloare sau icter
Febră, frisoane
Sughiț
Icter
Prurit cutanat
Mărirea de volum a abdomenului prin balonare sau ascită
Apariția de pete vișinii, vânătăi sau noduli pe abdomen
Respirații frecvente, tahicardie, scăderea tensiunii arteriale până la șoc și comă
Simptomele pancreatitei cronice sunt:
Durere abdominală repetată în zona mijlocie, accentuate de alcool
Scaune diareice frecvente, îndelungate
Scaune grăsoase (materiile fecale plutesc în apa de la wc), uneori decolorate
Scădere importantă în greutate
Greață
Uneori asocierea diabetului zaharat

## Explorările necesare pentru diagnosticul de pancreatită
Diagnosticul de pancreatită acută sau cronică nu se poate pune doar pe baza simptomelor, fiind necesare unele explorări:
Pentru diagnosticul de pancreatită acută sunt necesare explorările:
Analize de sânge
- Amilaza este crescută, dar creșterea ei este nespecifică putând să apară și în macroamilazemie, parotidită sau în unele cancere
- Lipaza este crescută în sânge, creșterea ei începe cam după 4 ore de la debutul bolii și ține până la 14 zile în cazul evoluției favorabile; este mai specifică în pancreatita acută, iar dacă este de trei ori mai mare decât creșterea amilazei, poate indica alcoolul ca și cauză a pancreatitei.
- Creșterea leucocitelor sanguine
- Modificarea ionogramei sanguine și a pH-ului
- Scăderea calcemiei
- Uneori creșterea glicemiei

Analize de urină
- Creșterea amilazei în urină
- Creșterea glucozei în urină

Explorări imagistice
- Radiografia abdominală pe gol poate evidenția litiaza biliară dacă conține calciu, sau dilatația duodenului în vecinătatea pancreasului (“ansa santinela), eventual meteorismul și ascita
- Ecografia abdominală poate evidenția mărirea ariei pancreatice, ascită, litiaza biliară asociată
- Examenul CT abdominal evidențiază aceleași aspecte ca și ecografia, și vizualizează zonele de necroză din pancreas și cavitatea abdominală, aspectul canalelor biliare și pancreatic
- Examenul RMN sau colangioRMN vizualizează bine pancreasul și canalele excretorii pancreatobiliare
- Ecografia cu contrast

Pentru diagnosticul pancreatitei cronice pot fi necesare următoarele explorări:
Analize de sânge
Amilaza și lipaza pot fi normale sau ușor crescute
Creșterea glicemiei este frecventă
Determinarea tripsinogenului seric
Analize de fecale
- Determinarea excreției de lipide în fecale (steatoreea)
- Testul fecal pentru elastază
- Creșterea amilazei în urină
- Creșterea glucozei în urină

Alte explorări
- Testul de stimulare cu secretină, este fiabil, dar rar folosit în prezent
- Determinarea secreției pancreatice de bicarbonați

Biopsia pancreatică - rar indicată și cu riscul de pancreatită acută
Explorări imagistice
- Radiografia abdominală pe gol poate evidenția litiaza biliară dacă conține calciu, sau calcificări pancreatice
- Ecografia abdominală poate evidenția mărirea chiste sau calcificări pancreatice, litiaza biliară asociata
- Examenul CT abdominal evidențiază aceleași aspecte ca și ecografia, și vizualizează aspectul canalelor biliare și pancreatic
- Examenul RMN sau colangiopancreatoRMN vizualizează bine pancreasul și canalele excretorii pancreatobiliare
- Ecoendoscopia vizualizează modificările pancreatice
- Colangiografia endoscopică retrogradă, explorează canalele pancreatice și permite dezobstruarea lor ca și puncționarea chistelor pancreatice; se poate asocia cu o nouă metodă, optical coherence tomography

## Tratamentul pancreatitelor
Tratamentul pancreatitei acute:
- Alimentația orala este interzisă în primele zile, apoi poate fi hidrică și ușor zaharată
- Se poate monta o sondă nazală pentru evacuarea conținutului duodenal și gastric; sonda se poate ține 1-14 zile
- Medicamente antialgice
- Perfuzii pentru reechilibrare ionică și menținerea tensiunii arteriale în limite convenabile
- Antibiotice în caz de infecție sau risc infecțios
- Medicamente inactivatoare ale enzimelor pancreatice
- în unele cazuri (rare) poate fi necesară

- Intervenția chirurgicală pentru evacuarea sângelui, resturilor de țesuturi, puroiului sau ascitei bogate în enzime
- Extragerea pietrelor
- Rezolvarea stenozelor canalului pancreatic

Tratamentul pancreatitei cronice
- Regimul alimentar este foarte important (fără alcool, grăsimi, condimente)
- Medicamente antialgice
- Enzime pancreatice
- Evacuarea chistelor pancreatice ce fac compresie pe canalul pancreatic
- ERCP pentru rezolvarea stenozelor canalului pancreatic

## Posibilele complicații ale pancreatitei
În pancreatita acută, destul de frecvent apare:
- Insuficiența renală acută
- Insuficiența respiratorie acută = sindromul de detresă respiratorie acută
- Ascita
- Abcesul sau chistul pancreatic
- Insuficiența cardiacă cu șoc hipovolemic

În pancreatita cronică pot să apară următoarele complicații:
- Denutriția
- Chiste sau pseudochiste pancreatice
- Pseudoanevrisme arteriale
- Abcesul pancreatic
- Creșterea glicemiei sau chiar diabet zaharat (58% dintre cei cu pancreatită cronică au și diabet zaharat)
- Scăderea rezistenței oaselor (osteomamalacie) cu posibilitatea apariției fracturilor
- Cancerul de pancreas
- Stenoza canalului biliar comun
- Obstrucția venei porte sau splenice

## Prevenirea pancreatitei
Se face prin:
- Evitarea consumului de alcool, grăsimi
- Evitarea medicamentelor menționate
- Scăderea în greutate la obezi
- Tratarea creșterii trigliceridelor